# Umbilicaria mammulata
Umbilicaria mammulata är en lavart som först beskrevs av Erik Acharius, och fick sitt nu gällande namn av Edward Tuckerman. Umbilicaria mammulata ingår i släktet Umbilicaria och familjen Umbilicariaceae.   Inga underarter finns listade i Catalogue of Life.

## Källor

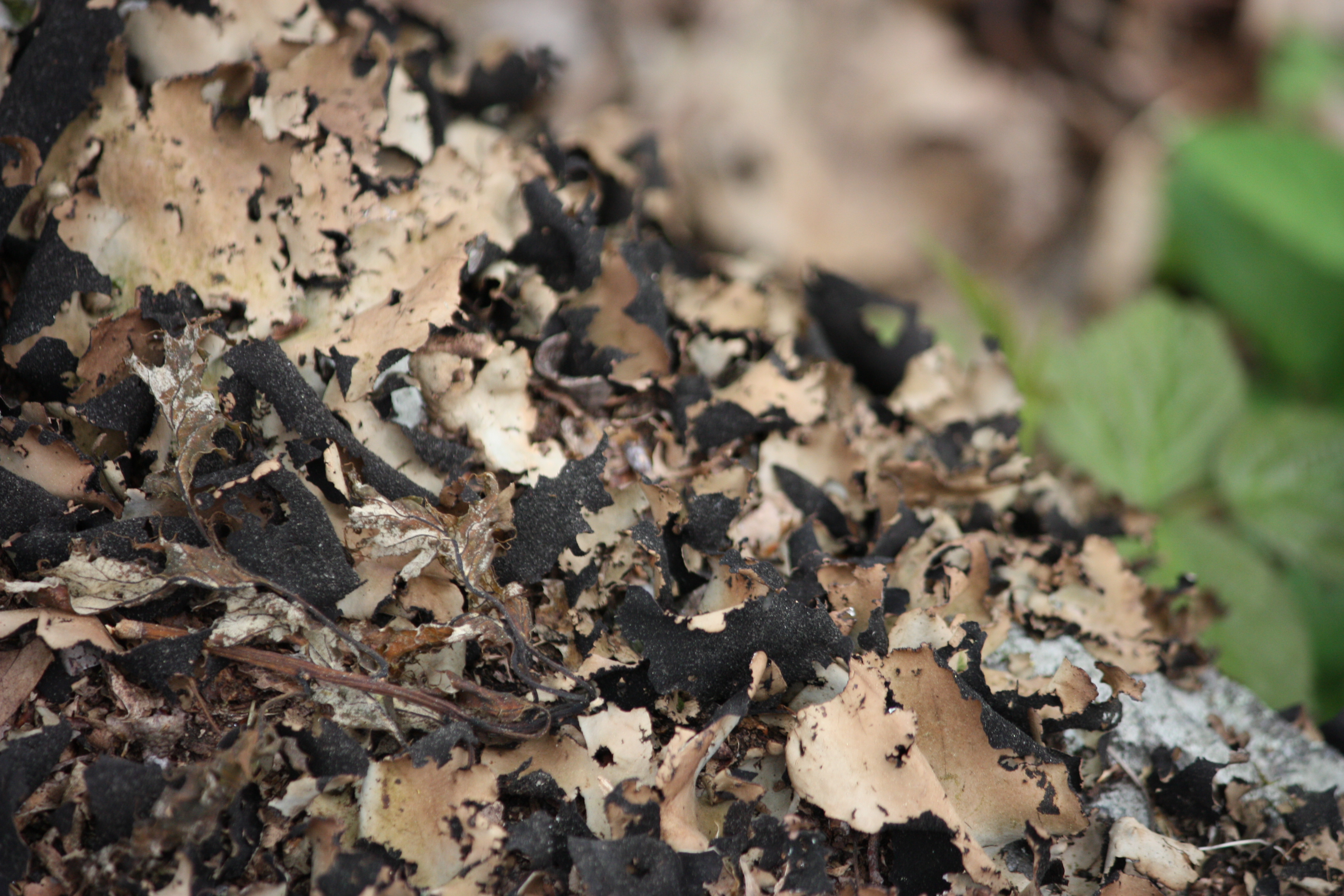
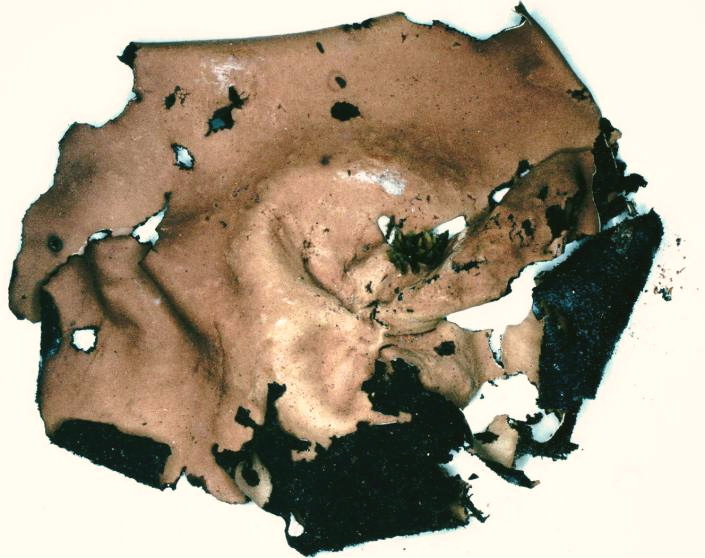
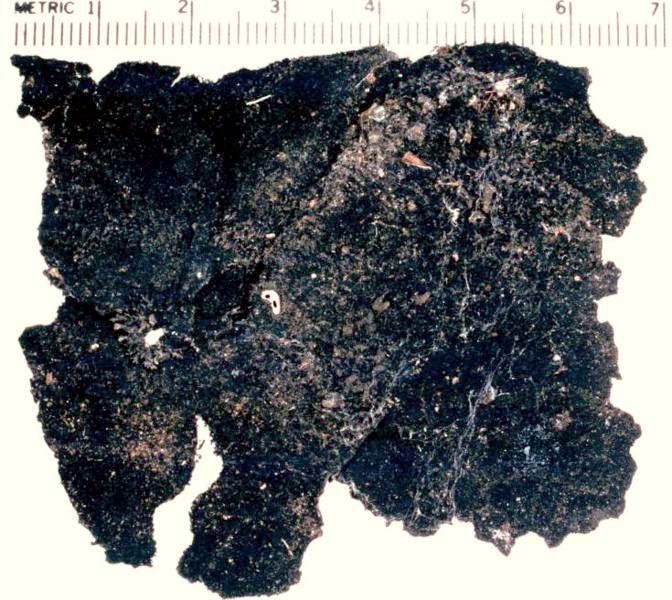
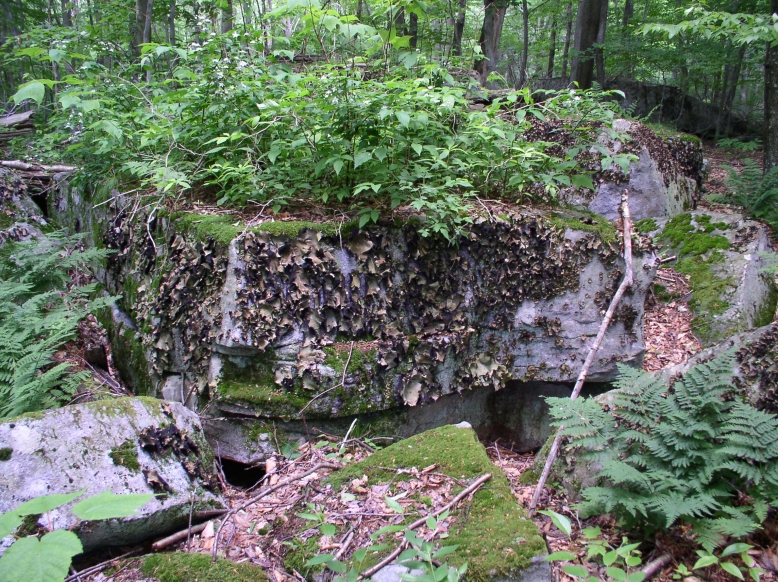